# GLADIATOR 005 in OSAKA
GLADIATOR 005 in OSAKAは、日本の総合格闘技団体「GLADIATOR」の大会の一つ。
2018年1月21日、大阪府大阪市阿倍野区阿倍野筋の阿倍野区民センター大ホールで開催された。

## 大会概要
前体制下からライト級王座を保持していた濱村健が新体制下で初参戦を果たし、岸本泰昭を相手にベルトの初防衛戦を行う。また、ライトフライ級王者の吉村友菊が暫定王者・宮城友一との王座統一戦に臨む。前回GLADIATOR 004 in WAKAYAMAで王者・吉村に宮城が挑戦する予定であったが、この時は吉村が負傷欠場。ノンタイトル戦で勝利した宮城が暫定王者に認定されていた。今大会の日韓対抗戦はNavEの対戦相手が韓国TOP FCに参戦中のウズベキスタン人ファイター、ファーモン・ガファロフから、韓国のイ・ミョンジュに変更となっている。

## 試合結果
オープニングファイト ウェルター級 5分1R
○  寺前祐 vs.  山口恵 ×
3:56 腕ひしぎ十字固め
第1試合 バンタム級 5分2R
○  四至本ジョリー竜馬 vs.  上田祐紀 ×
1R 1:07 TKO
第2試合 ストロー級 5分2R
○  若林耕平 vs.  木村旬志 ×
判定3-0
第3試合 フライ級 5分2R
○  仁科太志 vs.  井口翔太 ×
判定3-0
第4試合 フライ級 5分2R
○  スクランブルユースケ vs.  草信孝謙 ×
1R 3:24 三角絞め
第5試合 ミドル級 5分2R
○  BLUE３☆鬼瓦 vs.  KING ×
判定3-0
第6試合 フェザー級 5分2R
○  名田英平 vs.  國頭武 ×
判定3-0
第7試合 ストロー級 5分2R
○  三谷敏生 vs.  木村旬志 ×
1R 3:41 ブラボーチョーク
第8試合 バンタム級 5分2R
○  白川Dark陸斗 vs.  山口翔 ×
1R 3:20 TKO
第9試合 GLADIATOR vs TFC 日韓対抗戦 フライ級
○  NavE vs.  イ・ミョンジュ ×
2R 1:14 リアネイキドチョーク
第10試合 バンタム級 5分2R
△  竹本啓哉 vs.  渡部修斗 △
ドロー 1-1
第11試合 GLADIATOR ライトフライ級王座統一戦 5分3R
○  宮城友一 vs.  吉村友菊 ×
判定3-0
※暫定王者の宮城友一が第3代GLADIATORライトフライ級王者に
第12試合 GLADIATORライト級タイトルマッチ 5分3R
○  岸本泰昭 vs.  濱村健 ×
判定3-0
※岸本泰昭が第2代GLADIATORライト級王者に